# 申茨萊山

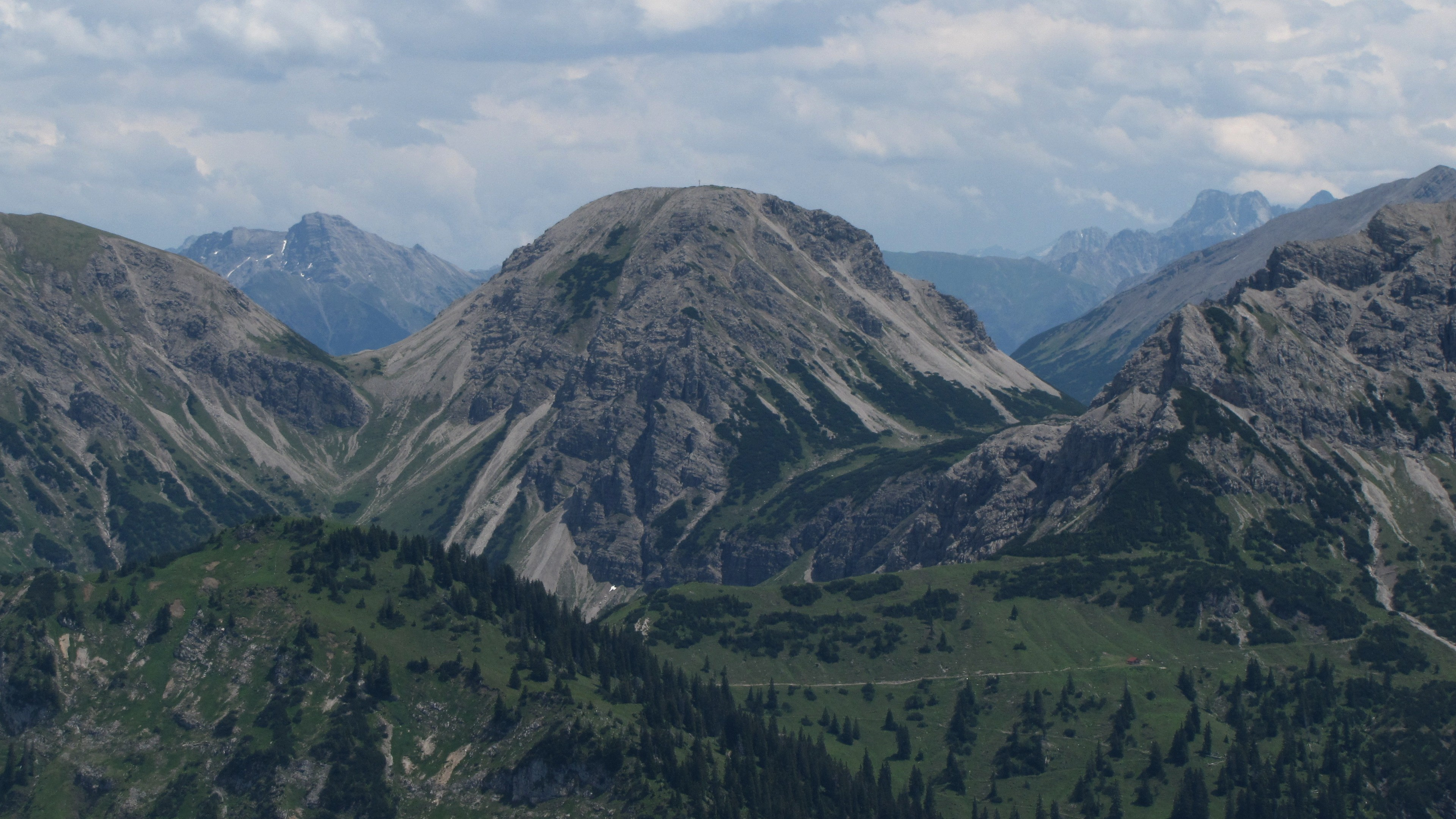

47°25′4″N 10°27′9″E / 47.41778°N 10.45250°E
申茨萊山（德語：Schänzlekopf），是中歐的山峰，位於奧地利和德國接壤的邊境，屬於阿爾高阿爾卑斯山脈的一部分，距離拉訥山1.2公里，海拔高度2,070米，每年平均降雨量1,730毫米。